# Feeling Your UFO
Feeling Your UFO je EP skupiny Ling Tosite Sigure, vydané mezi prvním a druhým studiovým albem.
Album bylo vydáno 19. července 2006 v pořadí jako druhá nahrávka skupiny. Díky EP si skupina získala známost i mimo Japonsko.[zdroj?]

## Seznam skladeb
| Pořadí | Název                                                | Délka |
| ------ | ---------------------------------------------------- | ----- |
| 1.     | Souzou no Security (想像のSecurity)                  | 3:32  |
| 2.     | Kankaku UFO (感覚UFO)                                | 4:40  |
| 3.     | Aki no Kehai no Arpeggio (秋の気配のアルペジオ)      | 3:35  |
| 4.     | Last Dance Revolution (ラストダンスレボリューション) | 4:26  |
| 5.     | Sergio Echigo                                        | 6:42  |

## Obsazení
- Tōru Kitajima – zpěv, kytara
- Miyoko Nakamura – zpěv, baskytara
- Pierre Nakano – bicí